# Right now
Right now es un programa de TV emitido por C5N. Se trata de ciclo de entrevistas con personajes de la política y la cultura de Argentina, iniciado en 2016, emitido semanalmente (habitualmente los sábados por la noche), y con un estilo intimista e informal de diálogos entre los invitados y la conductora, Julieta Camaño (15/11/1977).

## Conductora
- Julieta Camaño (Desde 2016)